# Andreas Scultetus
Andreas Scultetus, właśc. Andreas Scholz (ur. w 1622 lub 1623 w Bolesławcu, zm. 25 kwietnia 1647 w Troppau, obecnie Opawa) – niemiecki jezuita i pisarz mistyczny.
Był synem bolesławieckiego szewca. Chroniąc się przed kontrreformacją, uczęszczał do szkoły w Legnicy a następnie we Wrocławiu, gdzie zaprzyjaźnił się z Angelusem Silesiusem i Andreasem Tscherningiem. Był nauczycielem w kolegium jezuickim w Troppau.
W 1641 napisał swoje główne dzieło: Friedens Lob und Krieges Leid.